# Како изгубити дечка за 10 дана
Како изгубити дечка за 10 дана (енгл. How to Lose a Guy in 10 Days) америчка је романтична комедија из 2003. године. Режију потписује Доналд Питри, док главне улоге тумаче Кејт Хадсон и Метју Маконахи.

## Радња
Пошто је саслушала љубавне јаде пријатељице Мишел, Енди предлаже уредници да напише чланак о томе шта све жене раде да би се удаљиле од мушкараца са којима су у вези. Притом, чланак ће бити заснован на личном искуству, јер Енди планира да за 10 дана освоји и остави дечка.
У међувремену, Бен ради у маркетиншкој фирми и жеља му је да добије унапређење. Он се за један посао такмичи са својим пријатељима, па одлази код шефа Филипа Ворена и убеђује га да је он прави човек за задатак. Како тврди, он толико добро познаје жене да може да заведе готово сваку жену за мање од 15 дана. Игром судбине, Енди и Бен ће изабрати једно друго, не знајући да су обоје на тајним задацима. И док Бен на све начине покушава да заведе и задржи Енди, она ће учинити све што је у њеној моћи да га доведе до лудила.

## Улоге
| Глумац         | Улога         |
| -------------- | ------------- |
| Кејт Хадсон    | Енди Андерсон |
| Метју Маконахи | Бен Бари      |
| Кетрин Хан     | Мишел         |
| Ени Парис      | Џини          |
| Адам Голдберг  | Тони          |
| Томас Ленон    | Тејер         |
| Мајкл Мишел    | Џуди Спирс    |
| Шалом Харлоу   | Џуди Грин     |
| Роберт Клајн   | Филип Ворен   |
| Биби Њуверт    | Лана Џанг     |